# الدوري اللبناني الممتاز 2003–04
الدوري اللبناني الممتاز 2003–04 هو الموسم 44 من الدوري اللبناني الممتاز. كان عدد الأندية المشاركة فيه 12، وفاز فيه نادي النجمة اللبناني.